# ベンジャミン・ニーニー
ベンジャミン・ニーニー (Benjamin Nee-Nee, 1993年5月12日 - )は、ジャパンラグビーリーグワン日本製鉄釜石シーウェイブスに所属するラグビー選手。

## プロフィール
- ニュージーランドオークランド出身[1]。
- ポジションはロック(LO)、フランカー(FL)。
- 身長 198 cm、体重 114 kg
- サモア代表キャップは9（2025年6月現在）。

## 略歴
ボタニーダウンズ・セカンダリー卒業後、オークランド、ノースハーバー、ブルーズを経て、2020年、釜石シーウェイブスRFC(現・日本製鉄釜石シーウェイブス)に加入。
2021年2月13日に行われたトップチャレンジリーグAグループ第1節栗田工業ウォーターガッシュ戦にて先発出場で日本での公式戦初出場を果たした。